# Central Hockey League 1976/77
Die Saison 1976/77 war die 14. reguläre Saison der Central Hockey League. Die sechs Teams absolvierten in der regulären Saison je 76 Begegnungen. Die Central Hockey League wurde in einer Division ausgespielt. Das punktbeste Team der regulären Saison waren die Kansas City Blues, die sich ebenfalls in den Finalspielen um den Adams Cup durchsetzten.

## Teamänderungen
Folgende Änderungen wurden vor Beginn der Saison vorgenommen:
- Die Tucson Mavericks stellten den Spielbetrieb ein.
- Die Kansas City Blues nahmen nach vierjähriger Inaktivität den Spielbetrieb wieder auf.

## Reguläre Saison

### Abschlusstabellen
Abkürzungen: GP = Spiele, W = Siege, L = Niederlagen, T = Unentschieden, OTL = Niederlage nach Overtime, GF = Erzielte Tore, GA = Gegentore, Pts = Punkte
| Central Hockey League   | GP | W  | L  | OTL | GF  | GA  | Pts |
| ----------------------- | -- | -- | -- | --- | --- | --- | --- |
| Kansas City Blues       | 76 | 46 | 21 | 9   | 322 | 225 | 101 |
| Dallas Black Hawks      | 76 | 35 | 25 | 16  | 281 | 231 | 86  |
| Tulsa Oilers            | 76 | 37 | 29 | 10  | 314 | 289 | 84  |
| Fort Worth Texans       | 76 | 35 | 32 | 9   | 272 | 261 | 79  |
| Salt Lake Golden Eagles | 76 | 31 | 39 | 6   | 276 | 288 | 68  |
| Oklahoma City Blazers   | 76 | 15 | 53 | 8   | 245 | 416 | 38  |

## Adams-Cup-Playoffs
|  | Adams-Cup-Halbfinale | Adams-Cup-Halbfinale | Adams-Cup-Halbfinale |  |  | Adams-Cup-Finale | Adams-Cup-Finale  | Adams-Cup-Finale |
|  |                      |                      |                      |  |  |                  |                   |                  |
|  |                      |                      |                      |  |  |                  |                   |                  |
|  | 1                    | Kansas City Blues    | 4                    |  |  |                  |                   |                  |
|  | 4                    | Fort Worth Texans    | 2                    |  |  |                  |                   |                  |
|  |                      |                      |                      |  |  | 1                | Kansas City Blues | 4                |
|  |                      |                      |                      |  |  | 3                | Tulsa Oilers      | 0                |
|  | 2                    | Dallas Black Hawks   | 1                    |  |  |                  |                   |                  |
|  | 3                    | Tulsa Oilers         | 4                    |  |  |                  |                   |                  |
|  |                      |                      |                      |  |  |                  |                   |                  |